# 津末良介

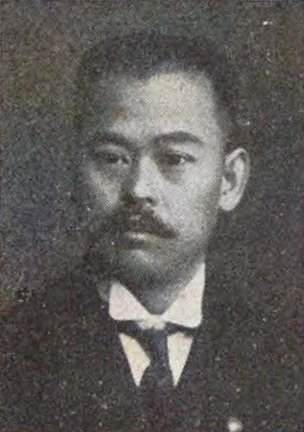
津末良介

津末 良介（つのすえ りょうすけ、1876年（明治9年）12月11日 - 1949年（昭和24年）12月3日）は、日本の衆議院議員（立憲同志会→憲政会→新政会）。弁護士。

## 経歴
大分県大分郡滝尾村（現在の大分市）出身。第五高等学校を経て、1904年（明治37年）に京都帝国大学法科大学独法科を卒業。司法官試補となり大分地方裁判所に勤務したが、辞して1905年（明治38年）に同地に弁護士事務所を開いた。1908年（明治41年）に大分弁護士会長に選ばれ、1911年（明治44年）には大分市参事会員に選ばれた。
1912年（明治44年）、第11回衆議院議員総選挙に出馬し、当選。第13回に至るまで連続3回当選を果たした。
その他、玖珠金山株式会社社長、大分製氷株式会社監査役、山東省招遠鉱業株式会社社長などを務めた。墓所は多磨霊園。